# DB Cargo Scandinavia
DB Cargo Scandinavia – tidligere DB Schenker Rail Scandinavia, Railion Scandinavia og Railion Danmark – er et skandinavisk godsjernbaneselskab med hovedsæde i Danmark.
Selskabet blev etableret 1. januar 2001 på basis af indskud af aktiver, passiver og forpligtelser mv. fra DSB's daværende godsdivision, DSB Gods. Hovedsædet ligger i Høje Taastrup, og virksomheden fungerer som et nationalt datterselskab af DB Cargo – Deutsche Bahns godsdivision til 2008. I dag driver de to terminaler i henholdsvis Taulov og Høje Taastrup og har derudover depoter flere steder i Danmark og Sverige.
I 2007 indgik det daværende DB Schenker og Green Cargo en aftale om dannelsen af et fælles selskab – Railion Scandinavia – hvor DB Schenker ejede 51 % og Green Cargo ejede 49 % af aktiekapitalen. Selskabet blev stiftet den 19. marts 2008. Den 16. februar 2009 skiftede selskabet navn fra Railion Scandinavia til DB Schenker Rail Scandinavia A/S. Navneskiftet var et led i en ensretning af DB's internationale godsdivision. 
Den 1. januar 2009 oprettedes Railion Danmark Services A/S som salgsorganisation. Det skiftede navn samtidig med DB Schenker Rail Scandinavia til DB Schenker Rail Services A/S, men hed siden 2016 DB Cargo Danmark Services. 
Den 1. marts 2016 skiftede DB Schenker navn til DB Cargo. DB Schenker Rail Scandinavia kom nu til at hedde DB Cargo Scandinavia.
Samarbejdet med Green Cargo ophørte i 2018, hvorefter DB Cargo Scandinavia blev 100 % ejet af DB Cargo AG. I 2019 fusionerede DB Cargo Danmark Services med DB Cargo Scandinavia A/S.

## Rullende materiel

### Lokomotiver

#### Ellokomotiver
| Litra | Billede | Antal | Numre                                 | Byggeår   | Indsat i drift | Udrangeret | Bemærkning                                               |
| ----- | --- | ----- | ------------------------------------- | --------- | -------------- | ---------- | -------------------------------------------------------- |
| EG    | Et moderne rødt elektrisk lokomotiv holder på et spor under køreledning. Lokomotivet har førerrum i begge ender, og fremstår lettere kantet men med afrundede ender.                                   | 13    | 3101-3113                             | 1999-2000 | 2001           |            | Købt af DSB                                              |
| EA    | Et sort kantet elektrisk lokomotiv, med røde førerhuse i begge ender, holder på et spor under køreledninger.                                                                                           | 10    | 3011-3019 & 3021                      | 1992      | 2001           | 2009-2010  | Købt af DSB. Solgt til Bulgarien og Rumænien i 2009-2010 |
| 185.2 | Et moderne rødt og gråt elektrisk lokomotiv trækker et godstog gennem en moderne station af beton og glas. Lokomotivet har førerrum i begge ender, og fremstår lettere kantet men med afrundede ender. | 17    | 185 321 - 185 337 & 185 401 - 185 406 | 2007-2009 | 2007-2009      |            |                                                          |

#### Diesellokomotiver
| Litra   | Billede | Antal | Numre                              | Byggeår   | Indsat i drift | Udrangeret        | Bemærkning                                                               |
| ------- | --- | ----- | ---------------------------------- | --------- | -------------- | ----------------- | ------------------------------------------------------------------------ |
| MZ (II) | [ Nb 1 ] | 7     | 1412, 1414, 1416-1418, 1420 & 1422 | 1970      | 2001           | 2005, 2006 & 2008 | Købt af DSB. Solgt til Motala Verkstad AB og Stena Recycling AB, Sverige |
| MZ (IV) | Et stort lokomotiv, med førerhus i begge ender på en drejeskive. Lokomotivet har et kantet udseende, er malet sort på taget, langs siderne og ned over førerhusets vinduer, men har ellers røde førerhuse. Pufferplankerne er malede sorte ligesom siderne. På siden samt enderne er der skrevet DB samt litraet MZ 1456 med hvid skrift uden fødder. | 6     | 1448-1461                          | 1977-1978 | 2001           | 2009-             | 11 købt af DSB, hvoraf fem maskiner er solgt til Baneservice i Norge.    |

### Rangerlokomotiver
| Litra | Billede | Antal | Numre                                                               | Byggeår          | Indsat i drift | Udrangeret | Bemærkning |
| ----- | --- | ----- | ------------------------------------------------------------------- | ---------------- | -------------- | ---------- | --- |
| MK    | Et toakslet gult rangerlokomotiv med koksgrå undervogn og en skrå rød stribe henoversiden på førerhuset holder på et godsterræn med godvogne synlige i baggrunden. | 11    | 604-624                                                             | 1996-1998        | 2001           |            | Købt 21 af DSB. 10 af lokomotiverne blev i 2008 solgt til Tyskland. |
| Köf   | [ Nb 3 ] | 6     | 13, 251-252, 254-262, 264, 266-268, 275-278, 281-284, 286 & 289-290 | 1959 & 1966-1969 | 2001           | 2002-      | Købt af DSB. Alle traktorerne på nær traktor 13 er fra den serie Frichs lavede til DSB. Traktor 13 er bygget af Orenstein i Tykland i 1959 og er af en meget lignende type. En del af traktorerne er ophugget en en del er solgt til diverse andre operatører. |